# Eutrepsia potentia
Eutrepsia potentia är en fjärilsart som beskrevs av Druce 1893. Eutrepsia potentia ingår i släktet Eutrepsia och familjen mätare. Inga underarter finns listade i Catalogue of Life.